# Elatobium sclerotica
Elatobium sclerotica är en insektsart. Elatobium sclerotica ingår i släktet Elatobium och familjen långrörsbladlöss. Inga underarter finns listade i Catalogue of Life.